# Косогорка (Челябінська область)
Косогорка (рос. Косогорка) — присілок в Уйському районі Челябінської області Російської Федерації.
Населення становить 126 осіб (2010). Входить до складу муніципального утворення Масловське сільське поселення.

## Історія
З 1926 року належить до Уйського району, котрий у 1929-1962 роках називався Колхозний (Колгоспний). У 1962-1964 роках у складі Чебаркульського району.
Згідно із законом від 17 вересня 2004 року органом місцевого самоврядування є Масловське сільське поселення .

## Населення
| 2002 | 2010 |
| ---- | ---- |
| 130  | ↘126 |